# سامانه زهکشی (کشاورزی)
سامانه زهکشی کشاورزی، سامانه‌ای است که توسط آن آب‌های موجود بر روی خاک یا در زیر خاک زهکشی می‌شود و هدف از آن افزایش و بهبود محصولات کشاورزی است. سامانه زهکشی کشاورزی ممکن است ترکیبی از کنترل آب سیلابی، مهار فرسایش و کنترل سطح ایستابی باشد.